# Oxaea fuscescens
Oxaea fuscescens is een vliesvleugelig insect uit de familie Andrenidae. De wetenschappelijke naam van de soort is voor het eerst geldig gepubliceerd in 1865 door Sichel.